# Bergkvara
Bergkvara – miejscowość (tätort) w Szwecji, w regionie administracyjnym (län) Kalmar, w gminie Torsås.
Według danych Szwedzkiego Urzędu Statystycznego liczba ludności wyniosła: 1021 (31 grudnia 2015), 1221 (31 grudnia 2018) i 1231 (31 grudnia 2019).
Obecnie na terenie Bergkvary działa piłkarski klub sportowy (Bergkvara AIF). Funkcjonuje w niej także port, który powstał w XVII wieku. Według danych z 1851 roku port ten posiadał duże znaczenie eksportowe. Wywożono stamtąd drewno oraz smołę. W latach 20. XX wieku umożliwiono podróżowanie żaglówkom. Port jest dobrze utrzymany.